# Josyane Savigneau
Josyane Savigneau (n. 14 iulie 1951, Châtellerault, Poitou-Charentes, Franța) este o scriitoare și jurnalistă franceză, care a coordonat secțiunea cultural-literară a cotidianului Le Monde. 

## Biografie

### Jurnalistă
Josyane Savigneau a fost angajată la ziarul Le Monde în 1977. Ea a lucrat inițial pe postul de cronicar juridic și a devenit apoi critic literar al suplimentului Monde des livres în 1983. 
Ulterior a îndeplinit funcția de redactor responsabil al Monde des livres, supliment săptămânal al ziarului Le Monde, din 1991 până în 2005, lucrând în paralel ca redactor-șef al secției de cultură (1995-2002), cronicar literar (2005-2012) și redactor responsabil al Mensuel du Monde (2012-2014).

### Scriitoare
Josyane Savigneau este autoarea mai multor cărți, printre care biografiile scriitoarelor Marguerite Yourcenar și Carson McCullers și o carte autobiografică, Point de côté, în care își evocă viața și traseul profesional, precum și ceea ce ea numește „punerea sub acuzare a conducerii Monde des livres”.

### Membru al juriului premiului Femina
La 17 ianuarie 2014 a fost aleasă membru al juriului care decernează premiul Femina, înlocuind-o pe Viviane Forrester, care a murit pe 30 aprilie 2013.

### Critici
În cartea de investigații La Face cachée du Monde, Pierre Péan și Philippe Cohen denunță sistemul „renvoi d'ascenseurs” practicat în paginile suplimentului literar Monde des livres, condus de Josyane Savigneau ca redactor-șef. Acest sistem ar fi susținut și lăudat sistematic operele literare ale unui cerc restrâns de autori francezi.
Printre alții, Jean-Edern Hallier, Pierre Jourde, Jacques Bouveresse sau ziarul satiric Pour lire pas lu l-au atacat, din motive similare, pe redactorul-șef al suplimentului Monde des Livres. Referindu-se la aceste acuzații, Josyane Savineau a recunoscut doar că „am vorbit prea mult de Fayard”..
Le Monde a intentat un proces de calomnie în 1993 împotriva lui Jean-Edern Hallier, pe care el l-a câștigat.

## Cărți
- Marguerite Yourcenar, l'Invention d'une vie, Gallimard/Folio, 1993, ISBN: 2070387380
- Carson McCullers, Un cœur de jeune fille, Stock, 1995, ISBN: 978-2253141099
- Juliette Gréco : Hommage photographique, Actes Sud, 1998, ISBN: 978-2742720590
- Point de côté, Stock, 2008, ISBN: 978-2234054899
- Benoîte Groult, Une femme parmi les siennes, Textuel, 2010, ISBN: 2845973713
- Avec Philip Roth, hors série Connaissance, Gallimard, 2014 ISBN: 978-2070147120

## Premii și distincții
- Premiul Lambda Literary 1993 în categoria Lesbian Biography/Autobiography pentru Marguerite Yourcenar
- Premiul Femina Vacaresco 1991 pentru Marguerite Yourcenar, l'invention d'une vie (Gallimard)